# 0966
0966 è il prefisso telefonico del distretto di Palmi, appartenente al compartimento di Catanzaro.
Il distretto comprende la parte nord-occidentale della città metropolitana di Reggio Calabria ed il comune di Dinami (VV). Confina con i distretti di Vibo Valentia (0963) a nord, di Locri (0964) a est e di Reggio Calabria (0965) a sud.

## Aree locali e comuni
Il distretto di Palmi comprende 35 comuni inclusi nelle 3 aree locali di Palmi (ex settori di Oppido Mamertina, Palmi e Sant'Eufemia d'Aspromonte), Polistena (ex settori di Laureana di Borrello, Polistena e Rosarno) e Taurianova (ex settori di Gioia Tauro e Taurianova). I comuni compresi nel distretto sono: Anoia, Bagnara Calabra, Candidoni, Cinquefrondi, Cittanova, Cosoleto, Delianuova, Dinami (VV), Feroleto della Chiesa, Galatro, Giffone, Gioia Tauro, Laureana di Borrello, Maropati, Melicuccà, Melicucco, Molochio, Oppido Mamertina, Palmi, Polistena, Rizziconi, Rosarno, San Ferdinando, San Giorgio Morgeto, San Pietro di Caridà, San Procopio, Santa Cristina d'Aspromonte, Sant'Eufemia d'Aspromonte, Scido, Seminara, Serrata, Sinopoli, Taurianova, Terranova Sappo Minulio e Varapodio .